# Leichtathletik-Länderkampf der Männer 1957 BR Deutschland – Polen
| 5. Leichtathletik-Länderkampf mit bundesdeutscher Beteiligung 1957 | 5. Leichtathletik-Länderkampf mit bundesdeutscher Beteiligung 1957 |                                  |
| ------------------------------------------------------------------ | ------------------------------------------------------------------ | -------------------------------- |
|                                                                    |                                                                    |                                  |
| Ländervergleich der Männer: BR Deutschland – Polen                 |                                                                    |                                  |
| Austragungsort                                                     | Stuttgart                                                          |                                  |
| Wettbewerbe                                                        | 20                                                                 |                                  |
| Datum                                                              | 13./14. Juli 1957                                                  |                                  |
| 1. POL 2. FRG                                                      | 117 Punkte 103 Punkte                                              |                                  |
| Chronik                                                            |                                                                    |                                  |
| ← FRG-DNK Geher (M)                                                | BEL-FRG-FRA-ITA-00 NLD-SUI (M) →                                   | BEL-FRG-FRA-ITA-00 NLD-SUI (M) → |

Der fünfte Vergleich des Länderkampfjahres 1957 fand am 13./14. Juli statt. In Stuttgart gab es das dritte Aufeinandertreffen mit den in diesen Jahren immer stärkeren Polen. Beide bisherige Begegnungen hatten die deutschen Leichtathleten für sich entschieden.

## Wettbewerbe und Modus
Der Vergleich bot ein Programm mit den in Länderkämpfen inzwischen meist ausgetragenen zwanzig Disziplinen und wurde an zwei Tagen durchgeführt. Aus dem olympischen Wettbewerbskatalog fehlten nur der Marathonlauf, die beiden Gehdisziplinen und der Zehnkampf. Gewertet wurde in den Einzeldisziplinen nach dem Standardsystem, in den Staffeln mit acht zu drei Punkten.

## Ergebnis
Die bundesdeutschen Leichtathleten entschieden fünf Laufwettbewerbe für sich, davon drei mit Doppelerfolgen. In den technischen Disziplinen gab es allerdings nur einen Wettbewerb mit einem bundesdeutschen Sieg. Im Laufbereich lag Polen sechs Mal vorn, einmal belegten Polens Sportler dort beide vordere Ränge. Hinzu kamen für Polen sieben Disziplingewinne in den technischen Disziplinen, drei davon mi Doppelerfolgen. So musste sich die Bundesrepublik Deutschland diesem Gegner zum ersten Mal geschlagen geben, Polen gewann mit 117 zu 103 Punkten.

## Resultate

### 100 m
| Platz | Athlet              | Land | Zeit (s) |
| ----- | ------------------- | ---- | -------- |
| 1     | Manfred Germar      | FRG  | 10,3     |
| 2     | Janusz Jarzembowski | POL  | 10,6     |
| 3     | Armin Hary          | FRG  | 10,7     |
| 4     | Marian Foik         | POL  | 11,4     |

Datum: 13. Juli

### 200 m
| Platz | Athlet              | Land | Zeit (s) |
| ----- | ------------------- | ---- | -------- |
| 1     | Manfred Germar      | FRG  | 21,0     |
| 2     | Martin Lauer        | FRG  | 21,4     |
| 3     | Stanisław Swatowski | POL  | 21,8     |
| 4     | Zenon Baranowski    | POL  | 21,9     |

Datum: 14. Juli

### 400 m
| Platz | Athlet              | Land | Zeit (s) |
| ----- | ------------------- | ---- | -------- |
| 1     | Stanisław Swatowski | POL  | 47,5     |
| 2     | Karl-Friedrich Haas | FRG  | 47,5     |
| 3     | Manfred Poerschke   | FRG  | 48,2     |
| 4     | Werner Proske       | POL  | 48,4     |

Datum: 14. Juli

### 800 m
| Platz | Athlet             | Land | Zeit (min) |
| ----- | ------------------ | ---- | ---------- |
| 1     | Zbigniew Makomaski | POL  | 1:48,7     |
| 2     | Friedel Stracke    | FRG  | 1:48,9     |
| 3     | Tadeusz Matyjek    | POL  | 1:49,2     |
| 4     | Edrnund Brenner    | FRG  | 1:49,3     |

Datum: 13. Juli

### 1500 m
| Platz | Athlet             | Land | Zeit (min)      |
| ----- | ------------------ | ---- | --------------- |
| 1     | Stefan Lewandowski | POL  | 3:49,4000000    |
| 2     | Günter Dohrow      | FRG  | 3:50,5000000    |
| 3     | Zbigniew Orywal    | POL  | 3:57,6000000    |
| 4     | Olaf Lawrenz       | FRG  | 4:06,2 gestürzt |

Datum: 14. Juli

### 5000 m
| Platz | Athlet                | Land | Zeit (min) |
| ----- | --------------------- | ---- | ---------- |
| 1     | Zdzisław Krzyszkowiak | POL  | 14:22,2    |
| 2     | Kazimierz Zimny       | POL  | 14:22,2    |
| 3     | Ludwig Müller         | FRG  | 14:29,2    |
| 4     | Karl-Heinz Paetow     | FRG  | 15:07,0    |

Datum: 13. Juli

### 10.000 m
| Platz | Athlet           | Land | Zeit (min) |
| ----- | ---------------- | ---- | ---------- |
| 1     | Walter Konrad    | FRG  | 29:50,4    |
| 2     | Xaver Höger      | FRG  | 30:05,0    |
| 3     | Władysław Płonka | POL  | 31:19,4    |
| 4     | Alojzy Graj      | POL  | 31:52,0    |

Datum: 14. Juli

### 110 m Hürden
| Platz | Athlet           | Land | Zeit (s) |
| ----- | ---------------- | ---- | -------- |
| 1     | Martin Lauer     | FRG  | 14,2     |
| 2     | Herbert Stürmer  | FRG  | 14,4     |
| 3     | Janusz Kotliński | POL  | 14,6     |
| 4     | Stanisław Kardas | POL  | 15,0     |

Datum: 13. Juli

### 400 m Hürden
| Platz | Athlet           | Land | Zeit (s) |
| ----- | ---------------- | ---- | -------- |
| 1     | Janusz Kotliński | POL  | 52,0     |
| 2     | Wolfgang Fischer | FRG  | 52,6     |
| 3     | Helmut Janz      | FRG  | 53,0     |
| 4     | Kazimierz Janiak | POL  | 53,2     |

Datum: 14. Juli

### 3000 m Hindernis
| Platz | Athlet                | Land | Zeit (min) |
| ----- | --------------------- | ---- | ---------- |
| 1     | Zdzisław Krzyszkowiak | POL  | 9:00,8     |
| 2     | Heinz Laufer          | FRG  | 9:11,6     |
| 3     | Guido Blankenhagen    | FRG  | 9:12,0     |
| 4     | Wacław Ziółkowski     | POL  | 9:18,0     |

Datum: 14. Juli

### 4 × 100 m Staffel
| Platz | Besetzung      | Land                                                                 | Zeit (s) |
| ----- | -------------- | -------------------------------------------------------------------- | -------- |
| 1     | BR Deutschland | Lothar Knörzer Leonhard Pohl Heinz Fütterer Manfred Germar           | 40,6     |
| 2     | Polen          | Zenon Baranowski Marian Foik Janusz Jarzembowski Sławomir Janczewski | 40,7     |

Datum: 13. Juli

### 4 × 400 m Staffel
| Platz | Besetzung      | Land                                                                    | Zeit (min) |
| ----- | -------------- | ----------------------------------------------------------------------- | ---------- |
| 1     | BR Deutschland | Hans-Walter Friedrich Jürgen Kühl Manfred Poerschke Karl-Friedrich Haas | 3:12,2     |
| 2     | Polen          | Gerard Mach Werner Proske Zbigniew Makomaski Zbigniew Janiszewski       | 3:12,3     |

Datum: 14. Juli

### Hochsprung
| Platz | Athlet               | Land | Höhe (m) |
| ----- | -------------------- | ---- | -------- |
| 1     | Zbigniew Lewandowski | POL  | 2,00     |
| 2     | Theo Püll            | FRG  | 1,97     |
| 3     | Janusz Skupny        | POL  | 1,94     |
| 4     | Werner Bähr          | FRG  | 1,94     |

Datum: 13. Juli

### Stabhochsprung
| Platz | Athlet               | Land | Höhe (m) |
| ----- | -------------------- | ---- | -------- |
| 1     | Zenon Ważny          | POL  | 4,30     |
| 2     | Zbigniew Janiszewski | POL  | 4,30     |
| 3     | Willy Reißmann       | FRG  | 4,00     |
| 4     | Rudolf Zech          | FRG  | 3,80     |

Datum: 14. Juli

### Weitsprung
| Platz | Athlet           | Land | Weite (m) |
| ----- | ---------------- | ---- | --------- |
| 1     | Henryk Grabowski | POL  | 7,66      |
| 2     | Reinhold Döll    | FRG  | 7,37      |
| 3     | Zbientew Iwanski | POL  | 7,33      |
| 4     | Dieter Richter   | FRG  | 7,30      |

Datum: 13. Juli

### Dreisprung
| Platz | Athlet              | Land | Weite (m) |
| ----- | ------------------- | ---- | --------- |
| 1     | Ryszard Malcherczyk | POL  | 15,40     |
| 2     | Józef Szmidt        | POL  | 15,36     |
| 3     | Hermann Strauß      | FRG  | 14,68     |
| 4     | Robert Wiener       | FRG  | 14,67     |

Datum: 14. Juli

### Kugelstoßen
| Platz | Athlet                | Land | Weite (m) |
| ----- | --------------------- | ---- | --------- |
| 1     | Hermann Lingnau       | FRG  | 17,03     |
| 2     | Alfred Sosgórnik      | POL  | 16,94     |
| 3     | Eugeniusz Kwiatkowski | POL  | 16,77     |
| 4     | Dietrich Urbach       | FRG  | 16,69     |

Datum: 14. Juli

### Diskuswurf
| Platz | Athlet              | Land | Weite (m) |
| ----- | ------------------- | ---- | --------- |
| 1     | Edmund Piątkowski   | POL  | 53,51     |
| 2     | Martin Bührle       | FRG  | 52,00     |
| 3     | Eugeniusz Wachowski | POL  | 51,68     |
| 4     | Josef Klik          | FRG  | 49,55     |

Datum: 13. Juli

### Hammerwurf
| Platz | Athlet         | Land | Weite (m) |
| ----- | -------------- | ---- | --------- |
| 1     | Olgierd Ciepły | POL  | 59,60     |
| 2     | Alfons Niklas  | POL  | 55,62     |
| 3     | Karl Storch    | FRG  | 54,66     |
| 4     | Alfons Wiegand | FRG  | 52,43     |

Datum: 13. Juli

### Speerwurf
| Platz | Athlet         | Land | Weite (m) |
| ----- | -------------- | ---- | --------- |
| 1     | Janusz Sidło   | POL  | 79,49     |
| 2     | Jan Kopyto     | POL  | 75,32     |
| 3     | Heinrich Will  | FRG  | 75,05     |
| 4     | Luitpold Maier | FRG  | 69,33     |

Datum: 14. Juli